# Луї Олександр Андро де Ланжерон
Луї́ Олекса́ндр Андро́ де Ланжеро́н (фр. Alexandre-Louis Andrault de Langeron, зросійщене — Олекса́ндр Фе́дорович Ланжеро́н; 1763, Париж, Франція — 1831, Одеса, Російська імперія) — військовий діяч Франції та Російської імперії, генерал-губернатор Новоросійського краю у 1815—1823 роках.

## Життєпис

### Перші роки
Луї Олександр Андро де Ланжерон був вихідцем з аристократичної паризької родини. Вступивши 1779 року до французької гвардії, він зробив кар'єру військового. У 1782—1783 роках перебував на військовій службі на Гаїті та брав участь у Війні за незалежність США на боці американців. З 1788 року — полковник. Після початку Французької революції покинув свою країну, оскільки був монархістом. Маючи схильність до військової справи, він спочатку спробував вступити до австрійської армії, але імператор Йосиф II відхилив його прохання. Деякий час перебував у Лондоні, а з 1790 року емігрував до Російської імперії.

### Військова служба в Росії
В Росії був прийнятий на військову службу. Добровольцем брав участь у Російсько-шведській війні 1788—1790 років Відзначився під час російсько-турецьких воєн 1787–1792 та 1806–1812 років У складі австрійської армії деякий час воював проти французьких республіканців. Був учасником битви під Аустерліцом 1805 року. Під час франко-російської війни 1812 року командував значними військовими силами, відіграв важливу роль у Битві під Лейпцигом 1813 року. З переможними російськими військами він увійшов у Париж, своє рідне місто.

### На посаді Новоросійського генерал-губернатора
З 1815 року по 1823 рік Ланжерон був генерал-губернатором Новоросійського краю, а також командувачем Бузького та Чорноморського козацьких військ. На посаді одеського градоначальника він продовжив політику Рішельє. Ланжерон працював над здійсненням проекту Рішельє про влаштування в Одесі порто-франко, про що й було видано указ 1817 року. Порто-франко було уведено в дію 1818 року.
У період його керівництва міською адміністрацією в Одесі було засновано Рішельєвський ліцей (1817), народне училище для дівчат (1817), грецьке комерційне училище (1819). Зусиллями Ланжерона було закладено в Одесі Імператорський ботанічний сад (1819) та Приморський бульвар (1820). Турбувався про забезпечення Одеси якісною водою, налагоджував господарство і бюджет міста, для чого утворив особливий комітет і першу міську думу. У 1826 році було відкрито пам'ятник Рішельє роботи І. П. Мартоса.
За Ланжерона населення Одеси продовжувало зростати, у тому числі й за рахунок французької імміграції, представленої освітянами, медиками, ремісниками, прислугою. Особливо гострою була потреба у вправних французьких виноградарях. У 1820 році французькою мовою почала виходити перша в місті газета «Messager de la Russie Méridionale», де спочатку друкувалися виключно торговельні новини.
Втім не виявив адміністративного хисту на посаді новоросійського генерал-губернатора, фактично переклавши повноваження на миколаївських та херсонських військових губернаторів. Через велику кількістю обов’язків  1818 року відмовився від розгляду судових справ стосовно чого звернувся до міністерства юстиції, яке зрештою передало цю функцію цивільним губернаторам. 1819—1820 роках працювала комісія з розслідування зловживань Ланжерона. Вона  з’ясувала, що близько півмільйона десятин землі за роки врядування Ланжерона за безцінь придбали чиновники, що були звільнені за службові злочини у внутрішніх губерніях, а тепер опинилися в Новоросійському краї. Комісія виявила також порушення в організації постоїв, маніпуляції з винними відкупами, констатувала зубожіння поміщицьких селян у Херсонській губернії, незаконні побори серед жителів Таврійської губернії. Під кінець роботи комісії О. Ф. Ланжерон висунув нові ідеї- про поділ краю, і навіть усієї імперії на частини. Він доводив, що така велика кількість обов’язків - управління трьома губерніями, військовими формуваннями (чорноморські і бузькі козаки), охорона кордонів, завідування флотилією, що обслуговує фортеці, керування інженерними військами, майже сотнею колоній, в яких були поширені десятки різних релігій, градоначальництво в Одесі - негативно позначалася на його врядуванні.
Імператор пішов йому назустріч, 1820 року звільнивши від обов’язків градоначальника Одеси. А от пропозиції Ланжерона скасувати “Табель про ранги”, як застарілу, таку що не дозволяє дворянам займатися необхідною для півдня торгівлею, та припинити бюрократичне листування, яке обмежує його самостійність, не сподобались Олександру І, і після чергових порушень йому було запропоновано подати у відставку, що й було зроблено 1822 року.

### Подальша діяльність

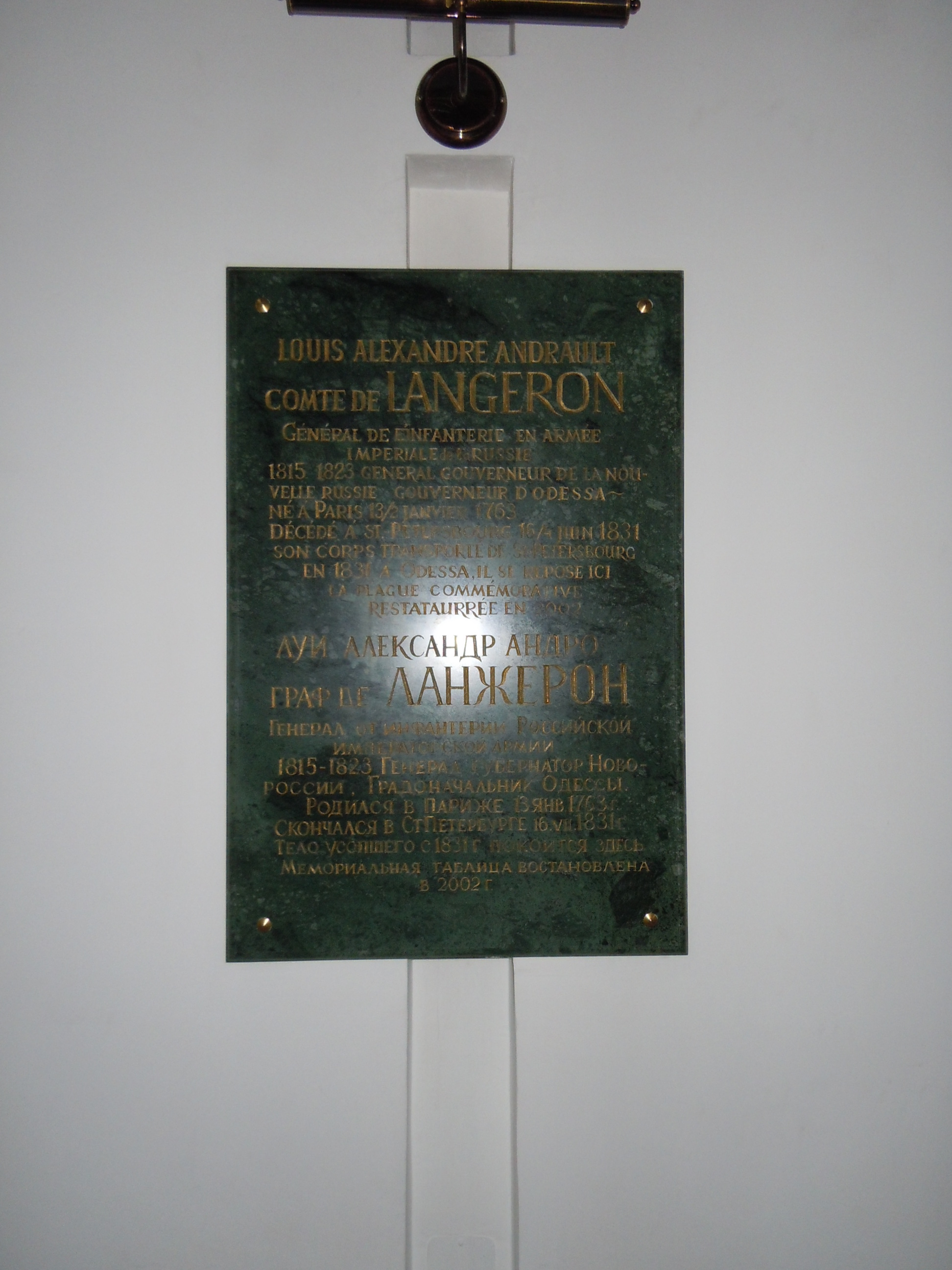
Могила Ланжерона в соборі Успіння Пресвятої Діви Марії в Одесі

Після відставки прожив ще 8 років, і за цей час встиг побувати у Франції, але там не залишився і повернувся в Росію після смерті Олександра І. Після вступу на престол Миколи І Ланжерон був членом Верховного суду у справі збройного виступу декабристів 14 грудня 1825 року, виконував певні державні функції.
Взяв участь у Російсько-турецькій війні 1828—1829 років, при чому досить успішно. Але 1829 року головнокомандувачем замість Ланжерона було призначено молодшого за віком і чинами генерала c. Ланжерон образився і подав прохання про відставку, яке було задоволено. Помер у Санкт-Петербурзі від епідемії холери, що вибухнула в 1831 році. Похований у римо-католицькому соборі Успіння Пресвятої Діви Марії в Одесі.

## Вшанування пам'яті
У місті Одеса на честь Луї Ланжерона названі Ланжеронівська вулиця та Ланжеронівський узвіз.